# Endraum
Endraum — дуэт из Германии, исполняющий свою музыку в стиле дарквейв.

## История
Музыкальное творчество Hovi началось в 1986 году, когда он играл на бас гитаре в группе Crux Ansata и писал лирику. Вскоре группа записала демоленту My Inflamed Eyes.
Roman, в свою очередь, в это время был связан с деятельностью таких групп как: Schaum der Tage и Opher der Hingabe. Их релизы выходили на собственном лейбле Romana NG-Meiden.
В 1988 году во Франкфурте проходил фестиваль, который и свёл двух музыкантов — так Roman стал клавишником Crux Ansata. Но группа долго не просуществовала и после выпуска мини-альбома распадается. В итоге, после непродолжительного периода времени, был создан проект Endraum.
Первая композиция получила название Der Neis (Зависть). Главной идеей проекта была потребность в чувствах, которые в современном мире загнаны на последнее место. Roman и Hovi пытались реализовать свою концепцию посредством соединения звука, образов и лирики, и получить нечто целое и самодостаточное в эмоциональном плане. Поначалу музыканты решают оформить свою идею в виде оперы, но вскоре эта концепция уходит на задний план и выступает идея музыкальной истории. Так в 1991 году выходит демолента Phantastisch Zwecklos.
В 1992 году выходит вторая демолента Sehnsucht и с этого времени Endraum решают полностью погрузиться в свою концепцию. В этом же году Endraum предприняли попытку представить себя большой аудитории. Музыканты разослали большое число писем по различным лейблам, в итоге Endraum выбрали Danse Macabre. В 1993 году на лейбле выходит альбом Zeitenlicht, который продолжал концепцию демоленты Sehnsucht. Вскоре выходит второй студийный альбом дуэта In Flimmernder Nacht, который задумывался как попытка совмещения мечты и реальности воедино.
Сотрудничество с лейблом было прервано из-за попыток руководства лейбла влиять на музыку дуэта. Таким образом Endraum переходят на Weisser Herbst.

## Демо
- 1991 — Phantastisch Zwecklos
- 1992 — Sehnsucht

## Полноформатные альбомы
- 1993 — Zeitenlicht
- 1993 — In Flimmernder Nacht
- 1994 — Morgenrote
- 1996 — Innerlichkeit
- 1998 — Nachtstrahl
- 1999 — Blauhauch
- 2001 — Herzklang Spiegelt Am Strassenrand
- 2004 — Traumstaub (CD with DVD)
- 2008 — Zeitfäden (ltd 300 copies)

## Синглы
- 1994 — Appell An Die Muse
- 1996 — Der Blaue Kreis - Remixe
- 1997 — Blauk (Live-Mitschnitt vom 26. Mai 1995, Festival Dahee, Paris)
- 2001 — Der Leanderkern (DoCD)

## Видеоклипы
- Appell An Die Muse